# Бенджамін (Юта)
Бенджамін (англ. Benjamin) — переписна місцевість (CDP) в США, в окрузі Юта штату Юта. Населення — 1196 осіб (2020).

## Географія
Бенджамін розташований за координатами 40°5′40″ пн. ш. 111°44′19″ зх. д. / 40.09444° пн. ш. 111.73861° зх. д. (40.094520, -111.738731).  За даними Бюро перепису населення США в 2010 році переписна місцевість мала площу 31,87 км², уся площа — суходіл.

## Демографія
Згідно з переписом 2010 року, у переписній місцевості мешкало 1145 осіб у 347 домогосподарствах у складі 306 родин. Густота населення становила 36 осіб/км².  Було 358 помешкань (11/км²).
Расовий склад населення:
| - 97,8 % — білих - 0,3 % — азіатів - 0,2 % — чорних або афроамериканців - 0,1 % — корінних американців |

До двох чи більше рас належало 0,7 %. Частка іспаномовних становила 2,0 % від усіх жителів.
За віковим діапазоном населення розподілялося таким чином: 30,8 % — особи молодші 18 років, 55,9 % — особи у віці 18—64 років, 13,3 % — особи у віці 65 років та старші. Медіана віку мешканця становила 36,8 року. На 100 осіб жіночої статі у переписній місцевості припадало 112,4 чоловіків;  на 100 жінок у віці від 18 років та старших — 109,5 чоловіків також старших 18 років.
Середній дохід на одне домашнє господарство  становив 72 457 доларів США (медіана — 64 896), а середній дохід на одну сім'ю — 76 849 доларів (медіана — 70 938). Медіана доходів становила 64 688 доларів для чоловіків та 33 750 доларів для жінок. За межею бідності перебувало 3,6 % осіб, у тому числі 3,7 % дітей у віці до 18 років та 0,0 % осіб у віці 65 років та старших.
Цивільне працевлаштоване населення становило 607 осіб. Основні галузі зайнятості: освіта, охорона здоров'я та соціальна допомога — 21,1 %, виробництво — 15,3 %, роздрібна торгівля — 14,5 %.